# 911 Agamemnon
911 Agamemnon è un asteroide troiano di Giove del campo greco del diametro medio di circa 166,66 km. Scoperto nel 1919, presenta un'orbita caratterizzata da un semiasse maggiore pari a 5,2760440 UA e da un'eccentricità di 0,0656456, inclinata di 21,76285° rispetto all'eclittica.
L'asteroide è dedicato ad Agamennone, re degli Achei durante la guerra di Troia.